# Famille Raspi
 (août 2024).
Les Raspi est une famille patricienne de Venise, originaire de Bergame.

## Historique

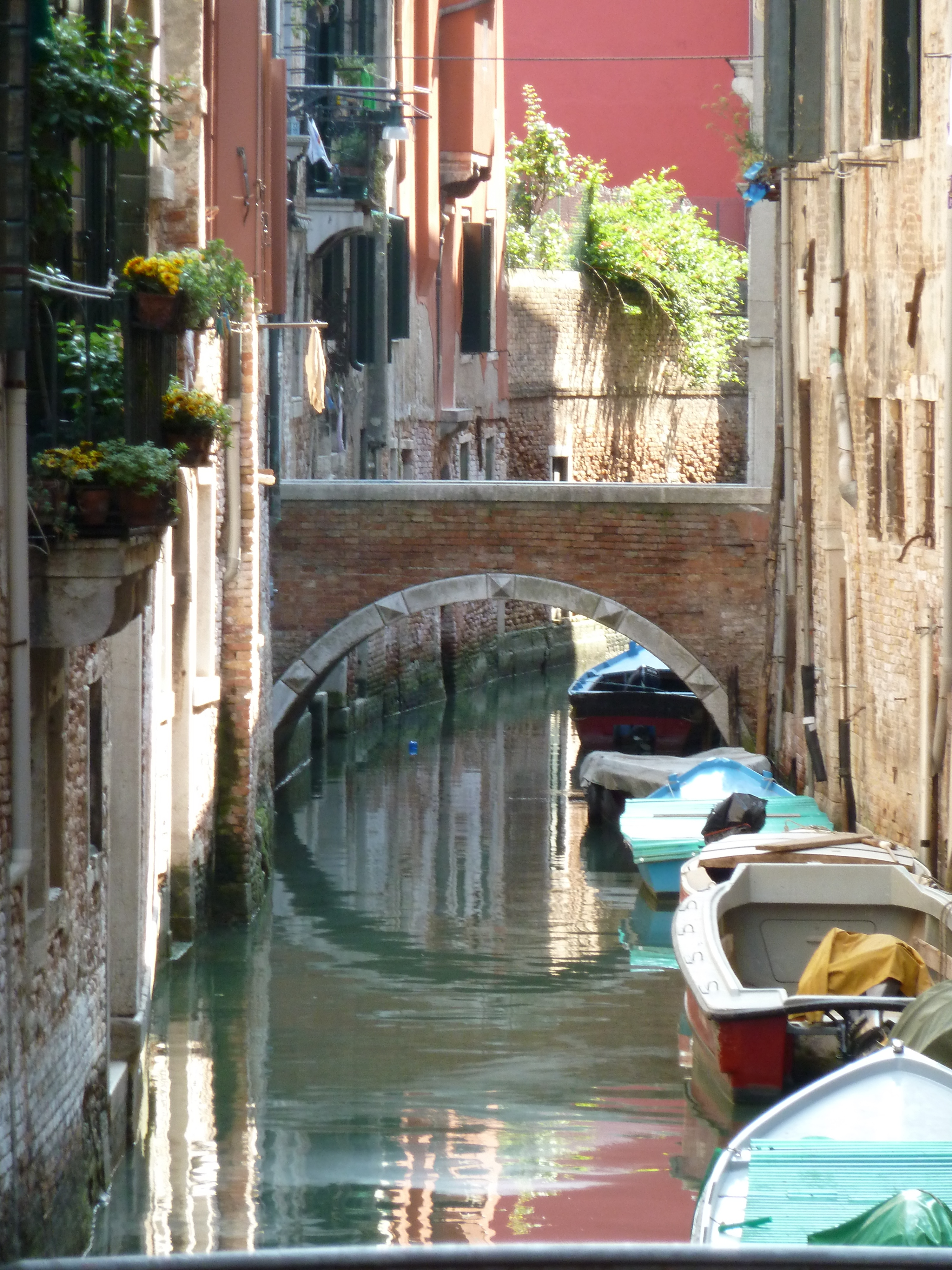
Le Ponte Raspi sur le rio de le Becarie

Giovanni Maria, transféré à Venise au XVIIe siècle, commerçait dans les cordovani (cuir de peau de chèvre), en société avec la famille Signoretti. 
En 1662, les Raspi devenus très riches, versèrent au trésor public 100 000 ducats et furent ainsi admis à la noblesse dominante le 7 juin. Le pouvoir autrichiens confirma leur noblesse par Résolution Souveraine du 1er décembre 1817.

## Armes

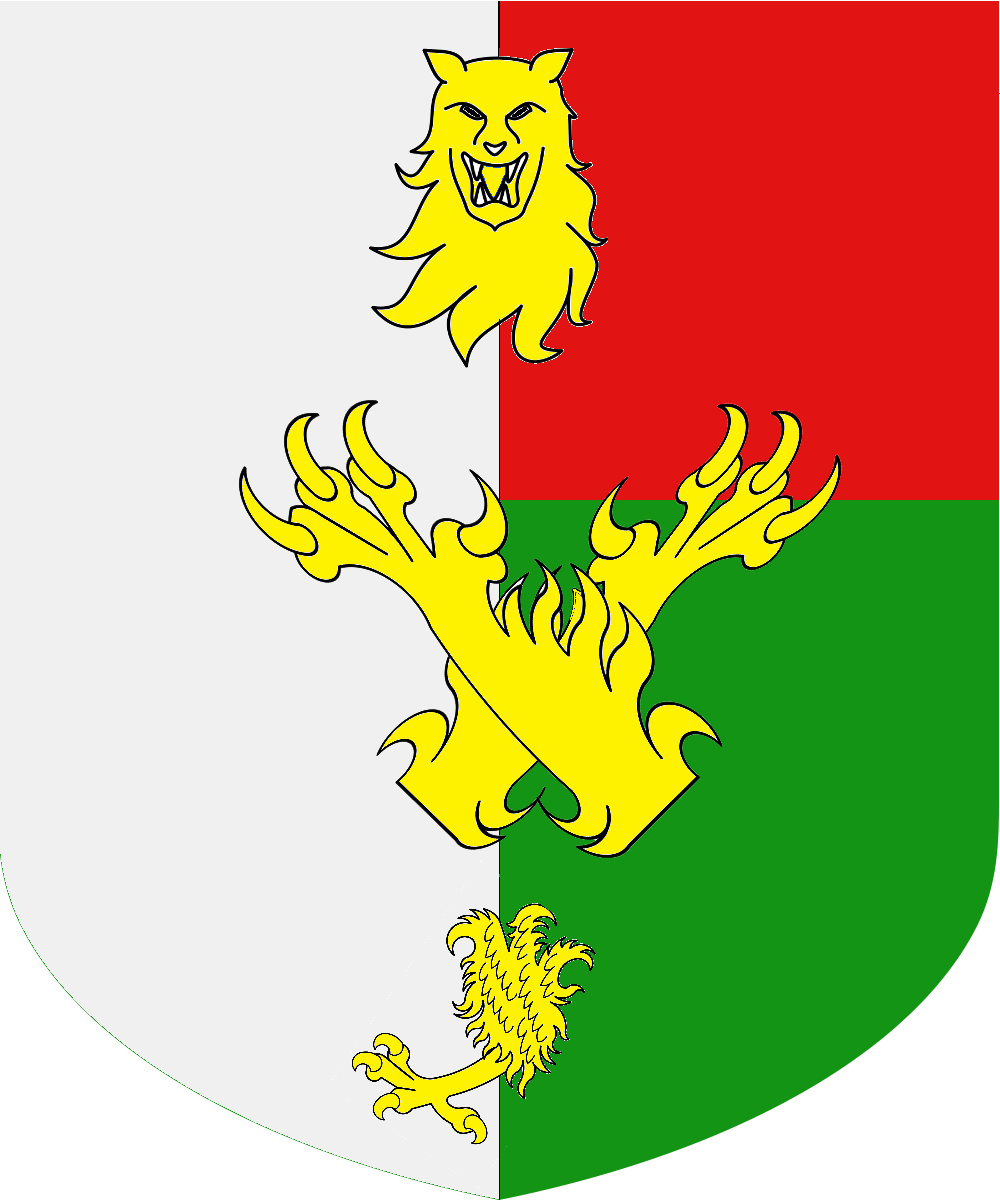
armes des Raspi.

Les armes des Raspi se blasonnent ainsi d'un écu parti d'argent et de gueules: celui-ci coupé de sinople avec un mufle, ou tête de lion affrontée, deux pied du même poser en sautoir et une serre ou griffe d'oiseau de proie, le tout d'or et mis en pal sur la partition de l'écu.

## Palais de Venise
- Palais Raspi